# Platina na textilních strojích

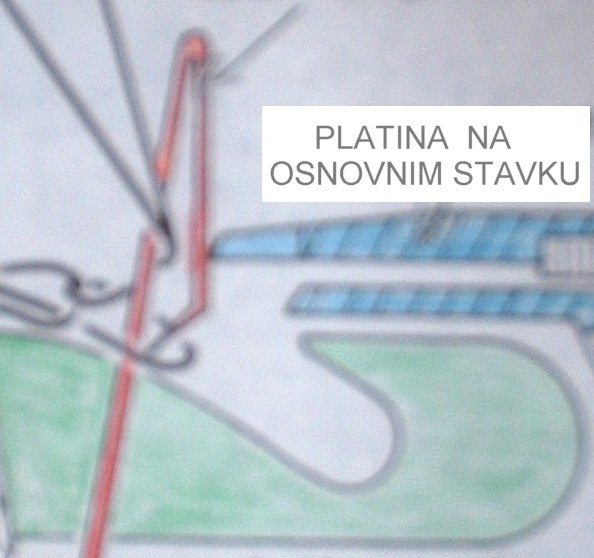

Z textilního strojírenství jsou známy dva druhy platin:
- Na osnovních a kotonových pletacích strojích je platina (angl.: sinker, něm.: Platine) proužek z ocelového plechu o tloušťce cca 0,3 mm, který má na těchto strojích různé funkce, např.: zatahování, rozdělování nebo odhazování niti. Na nákresu vlevo je znázorněn (zeleně) tvar platiny z osnovního stávku. V závislosti na jemnosti jehel může být na osnovních strojích až 1600 platin na metr pracovní šířky.[1]

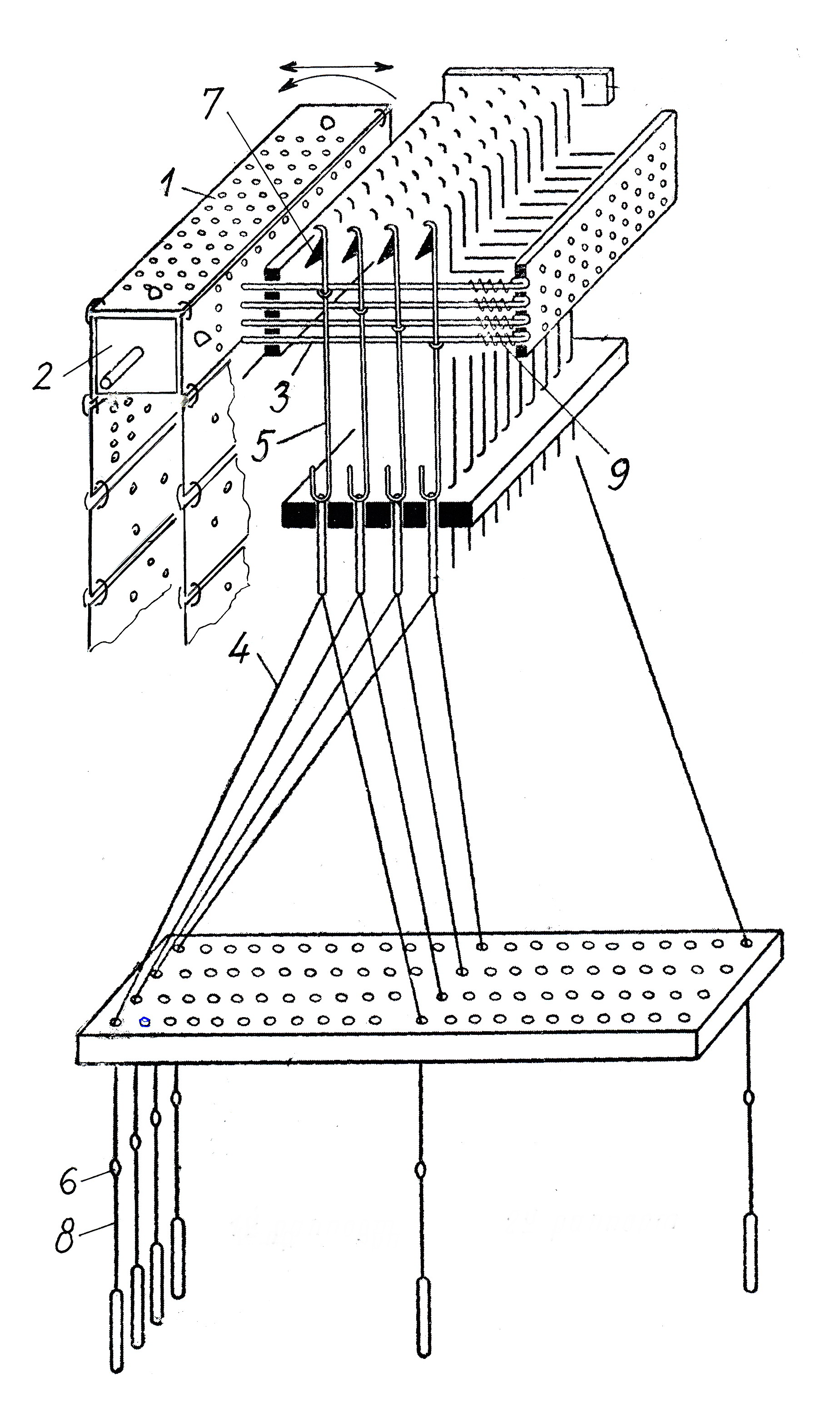
Schéma: Platiny (5) na žakárovém ústrojí tkacích stojů

Příklad použití platiny je pletení tzv. platinových obloučků. Je to spojení spodních obloučků dvou oček. U zátažných pletenin se spojují dvě očka vedle sebe v jedné řadě, u osnovních pletenin mohou platinové obloučky spojovat také očka ze dvou řádků nad sebou.
Na ručním pletacím stávku vynálezce Williama Lee (1589) použil jeho asistent Aston poprvé v roce 1620 platiny, což umožnilo zvýšení hustoty ojehlení stávku až na 16 / inch (asi 6 / cm).
- Platina je také kovový háček, s jehož pomocí se na žakárovém stroji ovládají jednotlivé nitěnky (viz nákres vpravo). Elektronicky řízené stroje pracují až s 24000 platinami.[3]